# Notonuncia
Notonuncia is een geslacht van hooiwagens uit de familie Triaenonychidae.
De wetenschappelijke naam Notonuncia is voor het eerst geldig gepubliceerd door Hickman in 1958. 

## Soorten
Notonuncia omvat de volgende 3 soorten:
- Notonuncia arvensis
- Notonuncia diversa
- Notonuncia obscura